# مصطفى اسطمبولي
مصطفى إسطنبولي، ابن مدينة معسكر الجزائرية وهو وجه بارز في الحركة الوطنية الجزائرية وقد شارك في الثورة الجزائرية.
ولد مصطفى اسطمبولي في العاشر من شهر مارس عام 1920 بمدينة معسكر في عائلة جزائرية معروفة ومحافظة، وقد درس الفقه والحقوق، وانظم مبكرا في ثلاثينيات القرن الماضي إلى حزب الشعب الجزائري.
اعتقل مصطفى عدة مرات من قبل القوات الاستعمارية الفرنسية، في عام 1948 اعتقل بالحدود الليبية لأنه كان ينوي الجهاد في فلسطين مع حرب العصابات العربية.
و مع اندلاع حرب التحرير الجزائرية انضم مصطفى إلى جبهة التحرير الوطني حيث كان ضابطا في جيش التحرير ALN ثم عين ككاتب الدولة في الحكومة المؤقتة الجزائرية الأولى.
مصطفى اسطنبولي من المحكوم عليهم بالإعدام من طرف الاستعمار الفرنسي
في عام 1962؛أي استقلال الجزائر انتخب عضوا في المجلس التأسيسي لكن سرعان ما استقال، ليشغل بعض ذلك رئيسا لبلدية معسكر ويعتزل السياسة ليمارس مهنة محام
توفي عام 1984 وفي يوم 20 من أبريل.
تحمل جامعة معسكر اسم مصطفى اسطنبولي